# 浦边镇太郎
浦边镇太郎（英語：Urabe Shizutaro, 1909年3月31日—1991年6月8日）是一位日本建筑师。

## 生平
1909年出生于日本冈山县儿岛郡粒江村（现仓敷市）。1934年毕业于京都大学工学部建筑学科。之后进入仓敷绢织（现可乐丽）。1962年在社长兼同乡企业家大原总一郎支持下成立仓敷建筑研究所。1964年退社后将仓敷建筑研究所独立，1966年改称为浦边建筑设计事务所。

## 主要作品

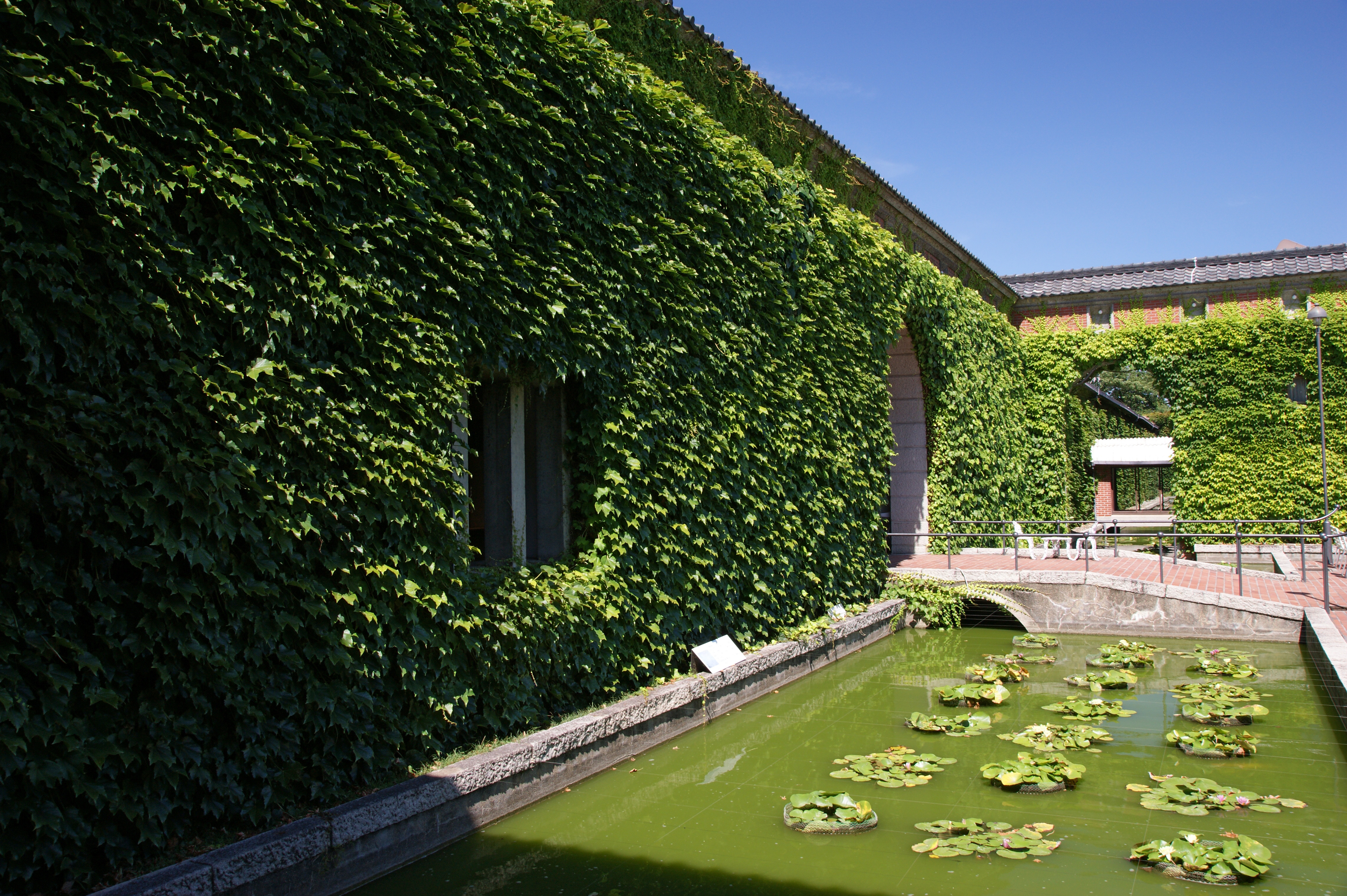
倉敷常春藤廣場
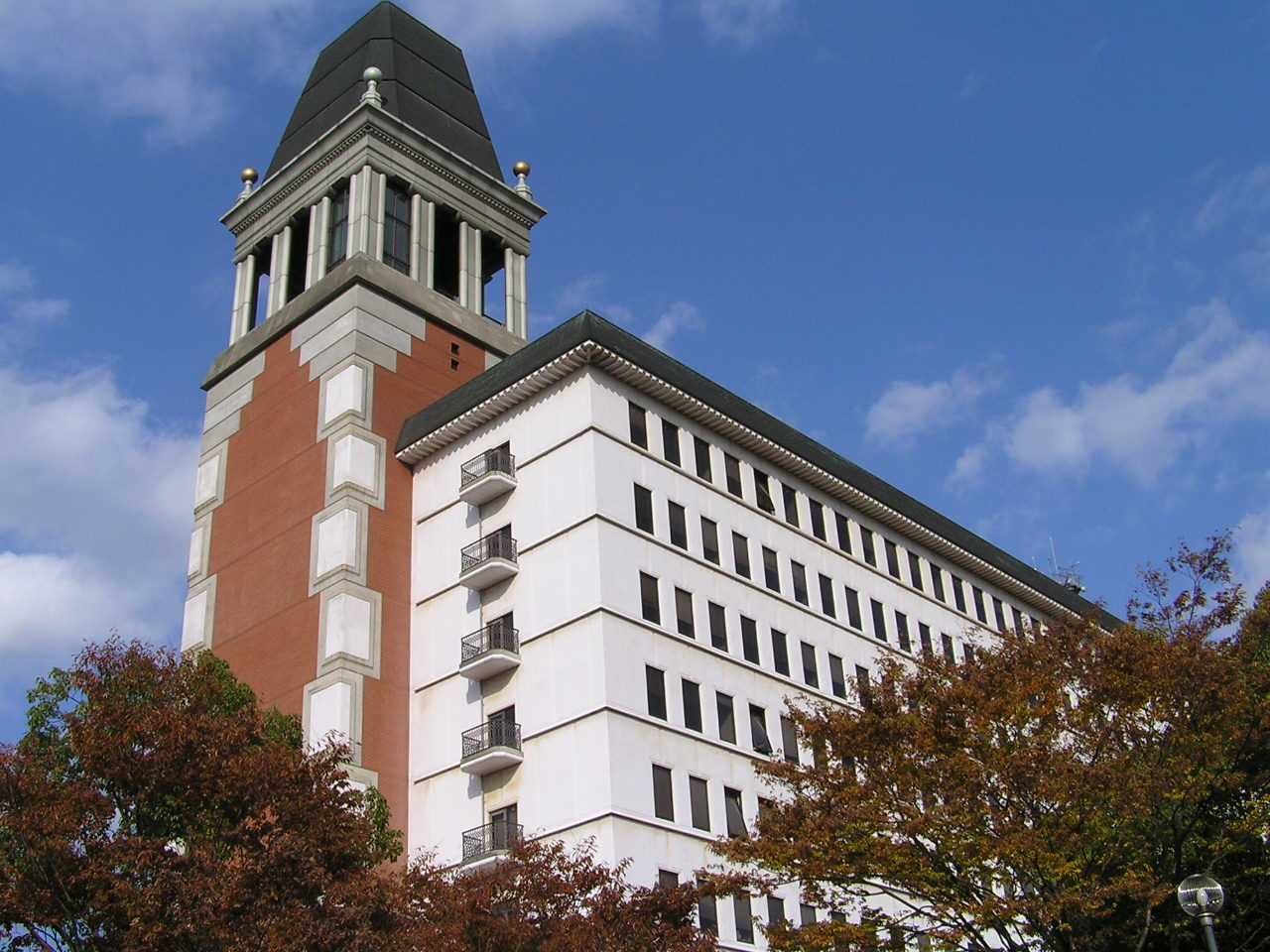
仓敷市政厅
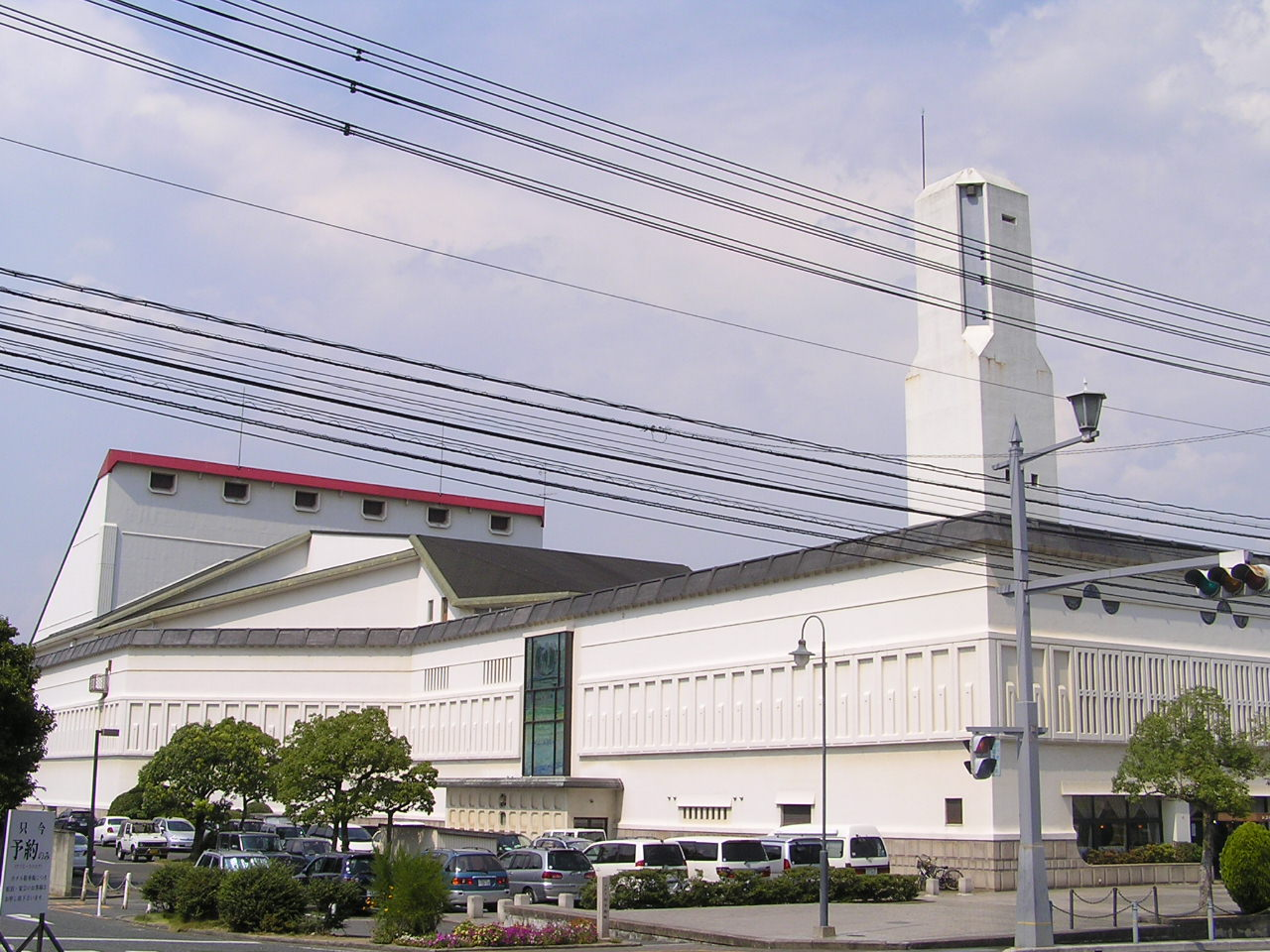
仓敷市民会馆
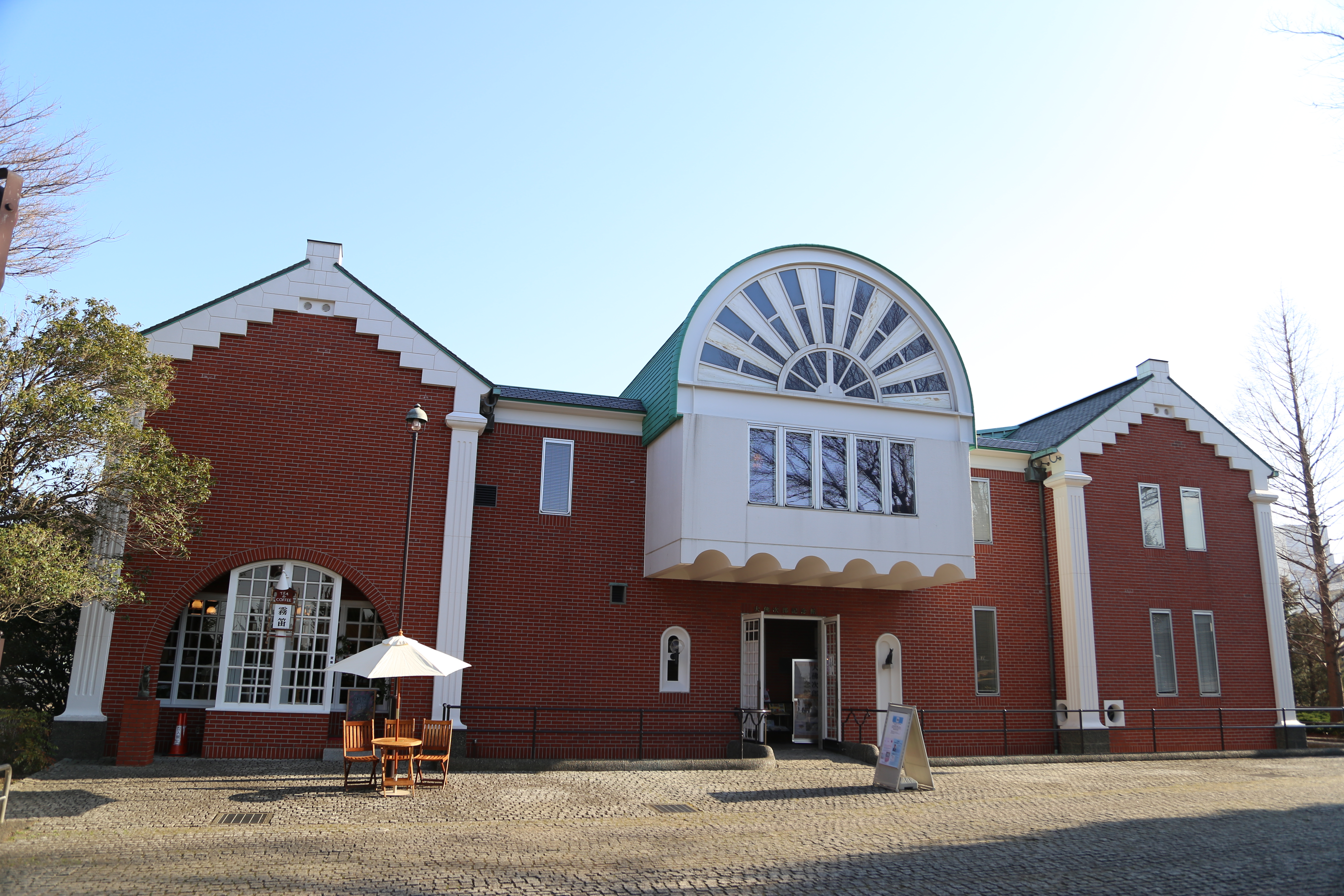
大佛次郎纪念馆
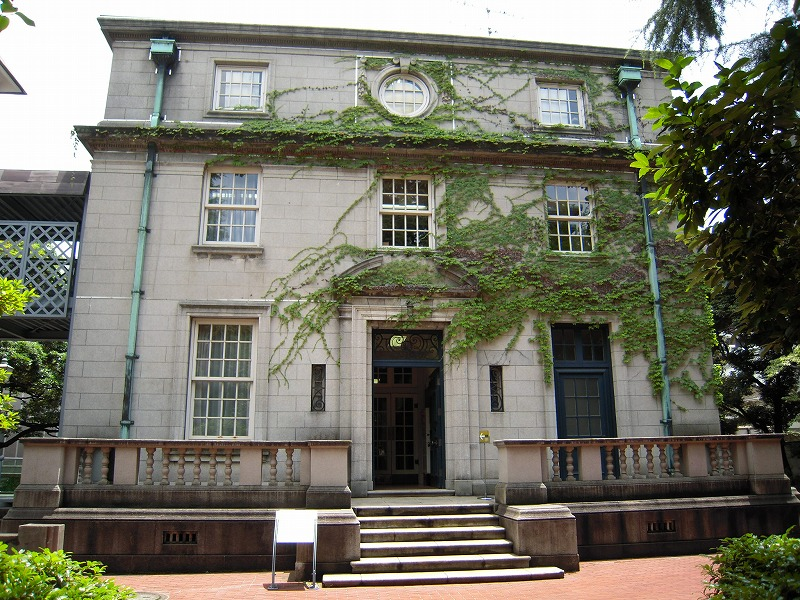
横滨开港资料馆旧馆
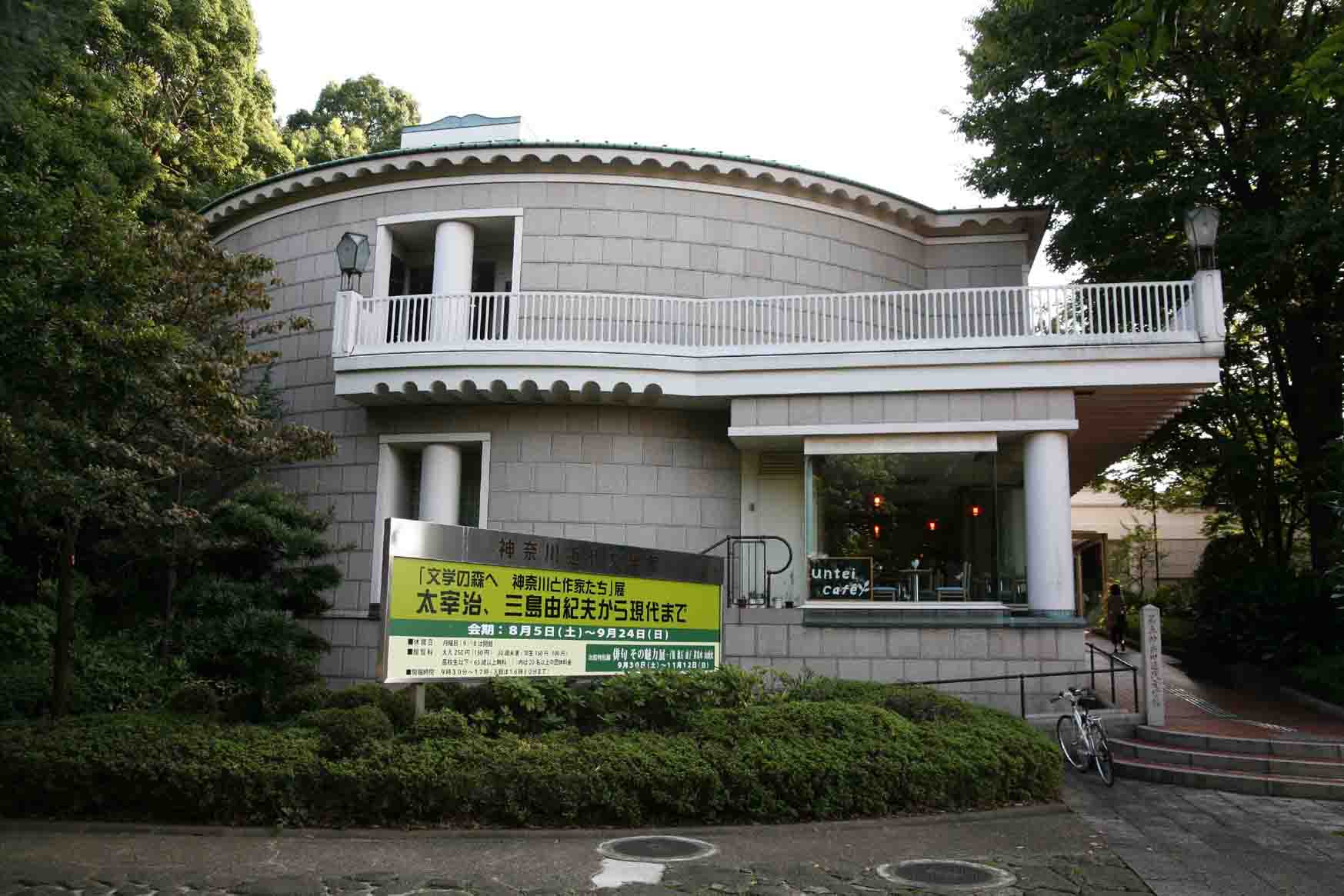
神奈川近代文学馆

## 荣誉
- 1965年获得日本建筑学会奖作品奖
- 1975年获得日本建筑学会奖作品奖